# Arnošt Kreutzer
Arnošt Kreutzer (24. listopadu 1857, Nadap, Maďarsko – 27. května 1924, Lesonice) byl český lesník a ředitel lesnického velkostatku.

## Biografie
Arnošt Kreutzer se narodil v roce 1857 v maďarském Nadapu, kde jeho otec působil jako nadlesní, otec pocházel z Náměště nad Oslavou a svého syna tak poslal na studia na gymnázium do Brna. Po absolvování brněnského gymnázia nastoupil na brněnskou technickou školu, kde absolvoval rok studia oboru pozemní stavitelství. Následně pak nastoupil jednoletou dobrovolnou základní vojenskou službu a po návratu se v roce 1878 nechal zapsat na Vyšší lesnické učiliště v Sovinci, kde v roce 1882 složil zkoušky samostatného lesního hospodáře a v roce 1883 působil jako komisař nižších státních zkoušek.
V roce 1884 odešel do Lesonic, kde začal pracovat jako nadlesní a lesní rada na místním velkostatku. Po začátku 20. století se začal věnovat i publikacím, publikoval primárně v němčině na témata lesnictví, dendrometrie, oceňování lesů nebo lesní statice. Po roce 1908, kdy zemřel někdejší ředitel velkostatku Maxmilián Hailer, byl jmenován ředitelem velkostatku. Na velkostatku pracoval až do své smrti v roce 1924, pohřben byl do rodinné hrobky v Babicích.